# Sol María
Sol María es el quinto álbum de estudio del rapero estadounidense Eladio Carrión. Lanzado el 19 de enero de 2024, a través de Rimas Entertainment, contiene colaboraciones con Milo J, Yandel, Rauw Alejandro, Arcángel, De la Ghetto, Sech, Duki y Nach. El álbum lleva el nombre y está dedicado a la madre de Carrión, Sol María, y fue precedido por dos sencillos: «TQMQA» y «RKO».

## Antecedentes
Tras el lanzamiento de su álbum de 2023 3men2 kbrn, la canción de Carrión "Coco Chanel" (con Bad Bunny), tuvo éxito comercial, y fue nominada a Mejor Canción de Rap/Hip Hop en la 24.ª Entrega Anual del Latin Grammy en la cual ganó el premio, aunque no estuvo presente para recibirlo.
A principios de 2024, Carrión anunció la fecha de lanzamiento de Sol María, prevista para el 19 de enero de 2024. Aunque no planeaba no lanzar ninguna música nueva en 2024, su razón para el lanzamiento del álbum, que lleva el título de su madre Sol María, es porque ve a María como su fan número uno y quería crear un álbum con canciones que cree que le gustarían.

## Composición
Sol María es principalmente un álbum de trap y pop latino, que contiene elementos de afrobeats, dancehall, dembow, EDM, hip hop, Jersey club, R&B,reggae y reguetón a lo largo del álbum. Al comienzo de la canción «Sigo Enamorau'», se escucha un sample de "I'm Still in Love with You" interpretada por Sean Paul, mientras que «Tranquila Baby» interpola la canción "You Got Me" de The Roots.

## Promoción
El 14 de diciembre de 2023, lanzó «TQMQA» como el sencillo principal de Sol María. Producido por DVLP, Xay y Western Weiss. Recibió una difusión significativa en estaciones de música latina en los Estados Unidos, llegando a ocupar el puesto n.º 1 de la lista US Latin Airplay.  «RKO» fue lanzado el mismo día que el álbum como su segundo sencillo; El video musical fue filmado en Citi Field en donde se presenta al luchador estadounidense Randy Orton y al beisbolista venezolano Francisco Álvarez.
Carrión también se embarcó en su gira de apoyo a Sol María, que comenzó el 2 de mayo de 2024 en San Juan, Puerto Rico y concluirá el 29 de septiembre de 2024 en Veracruz, México. También interpretó «Bendecido» y «La Canción Feliz del Disco» en la 36.ª edición de los Premios Lo Nuestro, donde Milo J también apareció en la actuación de este último; El video musical de este último fue lanzado el 10 de abril de 2024. El video musical de «Mama's Boy» con Nach, fue lanzado el 12 de mayo de 2024, para coincidir con el Día de la Madre en Puerto Rico.

## Recepción
Sol María debutó en el puesto número 37 en el Billboard 200 de EE. UU. y también debutó en los puestos número 6 y 3 en las listas Top Latin Albums y US Latin Rhythm Albums, respectivamente, con 18 000 unidades equivalentes a álbumes vendidos en su primera semana. También debutó en el puesto número 175 en la lista de álbumes de Portugal y debutó en la cima de la lista de álbumes en España, lo que lo convierte en el tercer álbum número uno de Carrión en esta última lista. Las 16 canciones elegibles del álbum ingresaron en la lista de sencillos Top 100 de España, y «Hey Lil Mama» llegó al top 10.

## Lista de canciones
| N.º   | Título                                      | Escritor(es) | Productor(es)                                        | Duración |  |
| 1.    | «Bendecido»                                 | Eladio Carrión | Hide Miyabi · Rance · NASA · g.o.k.b · Fonta         | 2:22     |  |
| 2.    | «La Canción Feliz del Disco» (con Milo J)   | Eladio Carrión · Camilo Joaquín Villarruel · Jordyn Elle Smith                                                      | Hide Miyabi · Tattool · CASHAE                       | 2:53     |  |
| 3.    | «TQMQA»                                     | Eladio Carrión · Bigram Zayas                                                                                       | DVLP · Xay · Westen Weiss                            | 2:49     |  |
| 4.    | «Sonrisa»                                   | Eladio Carrión | CASHAE · Sean Turk                                   | 2:32     |  |
| 5.    | «Sigo Enamorau'» (con Yandel)               | Eladio Carrión Llandel Veguilla Malavé · Alton Nehemiah Ellis · Cleveland Browne · Sean Paul Ryan Francis Henriques | DVLP · LUYO · Lou Caluso · Delarose                  | 3:14     |  |
| 6.    | «Tu Ritmo»                                  | Eladio Carrión | CASHAE · P.J. McGinnis                               | 2:38     |  |
| 7.    | «Hey Lil Mama» (con Rauw Alejandro)         | Eladio Carrión · Raúl Alejandro Ocasio Ruiz                                                                         | DVLP · Xay                                           | 3:36     |  |
| 8.    | «Tranquila Baby»                            | Eladio Carrión · Ahmir K. Thompson · Jill Heather Scott · Scott Spencer Storch · Tariq Luqmaan Trotter              | Pru · Hide Miyabi · Mingus · g.o.k.b · Alex Stein    | 2:08     |  |
| 9.    | «Tanta Droga» (con Arcángel y De La Ghetto) | Eladio Carrión · Austin Agustín Santos Rosas · Rafael Castillo Torres                                               | LilJuMadeDaBeat · Sky Rompiendo                      | 4:08     |  |
| 10.   | «El Malo» (con Sech)                        | Eladio Carrión · Carlos Isaías Morales Williams                                                                     | Fonta · Hide Miyabi · Hydro · Subelo NEO             | 3:29     |  |
| 11.   | «Fé, Cojones y Paciencia»                   | Eladio Carrión | Foreign Teck · Sean Turk ·Hide Miyabi · Bass Charity | 3:10     |  |
| 12.   | «Todo Lit» (con Duki)                       | Eladio Carrión · Mauro Ezequiel Lombardo                                                                            | Sean Turk · Digital Jet · Frank King                 | 4:01     |  |
| 13.   | «That Mother***** Eladio (skit)»            | Eladio Carrión |                                                      | 0:40     |  |
| 14.   | «Mencionar»                                 | Eladio Carrión | DVLP · LASTMONDAY                                    | 2:21     |  |
| 15.   | «RKO»                                       | Eladio Carrión | Pru · Hide Miyabi · g.o.k.b · Ninesoul               | 1:46     |  |
| 16.   | «Luchas Mentales»                           | Eladio Carrión | Boi-1da · Rance · Vinylz · Leon Thomas III           | 2:46     |  |
| 17.   | «Mama's Boy» (con Nach)                     | Eladio Carrión · Ignacio José Fornés Olmo                                                                           | Hide Miyabi · Fonta · Sean Turk · Foreign Teck       | 3:42     |  |
| 48:25 |                                             | |                                                      |          |  |

Notas
- «Sigo Enamorau'» contiene una muestra de " I'm Still in Love With You", escrita por Alton Nehemiah Ellis y Sean Paul Ryan Francis Henriques e interpretada por Sean Paul.
- «Luchas Mentales», contiene voces de Alexandria Dopson.

## Posicionamiento en listas
| Listas (2024)                     | Mejor posición |
| --------------------------------- | -------------- |
| España (PROMUSICAE)               | 1              |
| Estados Unidos (Top Latin Albums) | 6              |
| Estados Unidos (Billboard 200)    | 37             |
| Portugal (AFP)                    | 175            |